# Lengyel Péter (szobrász)
Lengyel Péter (Békéscsaba, 1975. augusztus 27. –) a Magyar Érdemrend lovagkeresztjének polgári tagozatával kitüntetett magyar szobrász.

## Élete
A szegedi Tömörkény István Gimnázium és Szakközépiskolában díszítő szobrász szakon érettségizett. Graduális hallgatóként Rétfalvi Sándor tanítványa a Pécsi Tudományegyetem Művészeti Karán, akitől a szobrász szakma legfontosabb alapjait tanulta. 1999-ben diplomázott, majd doktoranduszként Bencsik Istvánhoz került, aki alkotóként elindította a pályán. Felesége az ugyancsak szobrász Tóth Zsuzsa, három gyerekük van: Máté, Emma, Ábris. A PTE Művészeti Kar Képzőművészeti Intézet Szobrászat Tanszékének docense, alakrajzot, kőszobrászatot, tárgyábrázolást, térábrázolást, gipsztechnikát, formatant és szobrászat főtárgyat tanít. 2019 decemberétől a kar dékánja, célja a komplex és integrált művészeti oktatási központ tovább fejlesztése.

## Munkássága
Számos művésztelep résztvevője, például Mezőhegyesen (2000. június). Kezdetben a kő anyagi tulajdonságai foglalkoztatták, és lehetséges viszonyai más anyagokkal. Az autonóm köztéri szobrászatban több terve megvalósult, tíz köztéri szobra áll Magyarországon. Szobrai az autonóm művészet és a köztéri szobrászat kapcsolatával, az emlékműszobrászat kortárs problematikájával foglalkozik. Munkái a köztéri szoborállításokra és az azok körül kialakuló szakmai, társadalmi vitákra, anomáliákra reflektálnak. 

## Köztéri szobrai
- 1998: Réthy Zsigmond síremléke, Békéscsaba
- 2000: Mladonyiczky Béla, Békésszentandrás
- 2002: Kossuth Lajos-emlékmű, Békésszentandrás
- 2008: Szent Péter a kakassal, Túrkeve
- 2009: Forrás, Békéscsaba
- 2010: Lk-XXI-LP-2002, Pécs
- 2014: Pallavicini-kút, Mindszent, Tóth Zsuzsával közösen
- 2016: Kód, Pécs

## Kiállításai (válogatás)

### Önálló
- 1999: Békéscsaba, Városháza, Mokos Terem, Tóth Zsuzsával.[4]
- 2005: NEO, Pécsi Kisgaléria, Tóth Zsuzsával.
- 2008: Békéscsaba, Jankay Galéria.[5]
- 2021: Redenta szobrok és egyéb történetek, aqb Project Space, Budapest.[6]
- 2024: Territory, Pécsi Galéria, Tóth Zsuzsával.[7]

### Csoportos
- 2001: Doktorandusz hallgatók kiállítása, Pécsi Galéria, Pécs, 2001. június 10-17.[8]
- 2001: Szobrászaton innen és túl, Műcsarnok, Budapest
- 2002: DLA 2002: Ernszt András, Lengyel Péter, Sütő Ferenc és Vásárhelyi Zsolt kiállítása, Múzeum Galéria, Pécs.[9]
- 2005: XIX. Országos Kisplasztikai Biennálé, Pécsi Galéria, Pécs
- 2007: XX. Országos Kisplasztikai Biennálé, Vasarely Múzeum, Pécs
- 2007: Outsidercenter, Collegium Hungaricum, Bécs, Ausztria
- 2008: Derkovits Gyula képzőművészeti ösztöndíjasok éves kiállítása.[10]
- 2016: Quadriplum - Négy szobrász. Válogatás Lengyel Péter, Szabó Ádám, Szász György és Tóth Zsuzsa szobrászművészek életművéből. m21 Galéria, Zsolnay Negyed, Pécs, 2016. január 22. - február 28.[11]

## Díjai
- 2023: A Magyar Érdemrend lovagkeresztje